# Simone Pepe
Simone Pepe (Albano Laziale, 1983. augusztus 3. –) válogatott olasz labdarúgó, posztját tekintve csatár.

## Sikerei, díjai
- Palermo:
  - Serie B: 2003–04
- Juventus:
  - Seria A: 2011-12, 2012-13, 2013-14, 2014-15
  - Olasz szuperkupa: 2012, 2013

## Külső hivatkozások
- Játékos profilja. fifa.com. [2015. szeptember 1-i dátummal az eredetiből archiválva]. (Hozzáférés: 2020. november 12.)
- Simone Pepe adatlapja a National-Football-Teams.com oldalon (angolul)